# Медведград
Медведград — середньовічне укріплене місто, розташоване на південних схилах гори Медведниця недалеко від Загреба, столиці Хорватії.
Міський замок побудований на вершині пагорба Мали Плазур, що покращувало його оборонні якості. Цей пагорб є відрогом основного гірського хребта, що здіймається над містом.
У ясні дні міський замок видно здалеку, особливо добре помітна його висока головна вежа. Біля підніжжя головної вежі розташований меморіал Oltar domovine (Вітчизняний вівтар), присвячений хорватським солдатам, які загинули у війні за незалежність.

## Історія
Замок Медведград був побудований нібито після захоплення і повного руйнування монголами міста Загреб. Будівництвом займався Філіп Тюрьє, єпископ Загребський, в 1249—1254 рр.. Пізніше він перейшов у володіння славонських банів. Під час землетрусу 1590 року фортеця була сильно зруйнована і потім занедбана. У XX столітті фортецю відновили і зараз тут розміщується оглядовий майданчик, звідки — з висоти понад 500 метрів — відкривається чудовий панорамний краєвид на місто.
27 березня 1472 року в медведградському замку помер відомий хорватський і угорський поет, славонський бан Янус Панноніус (Іван Чешмицький).

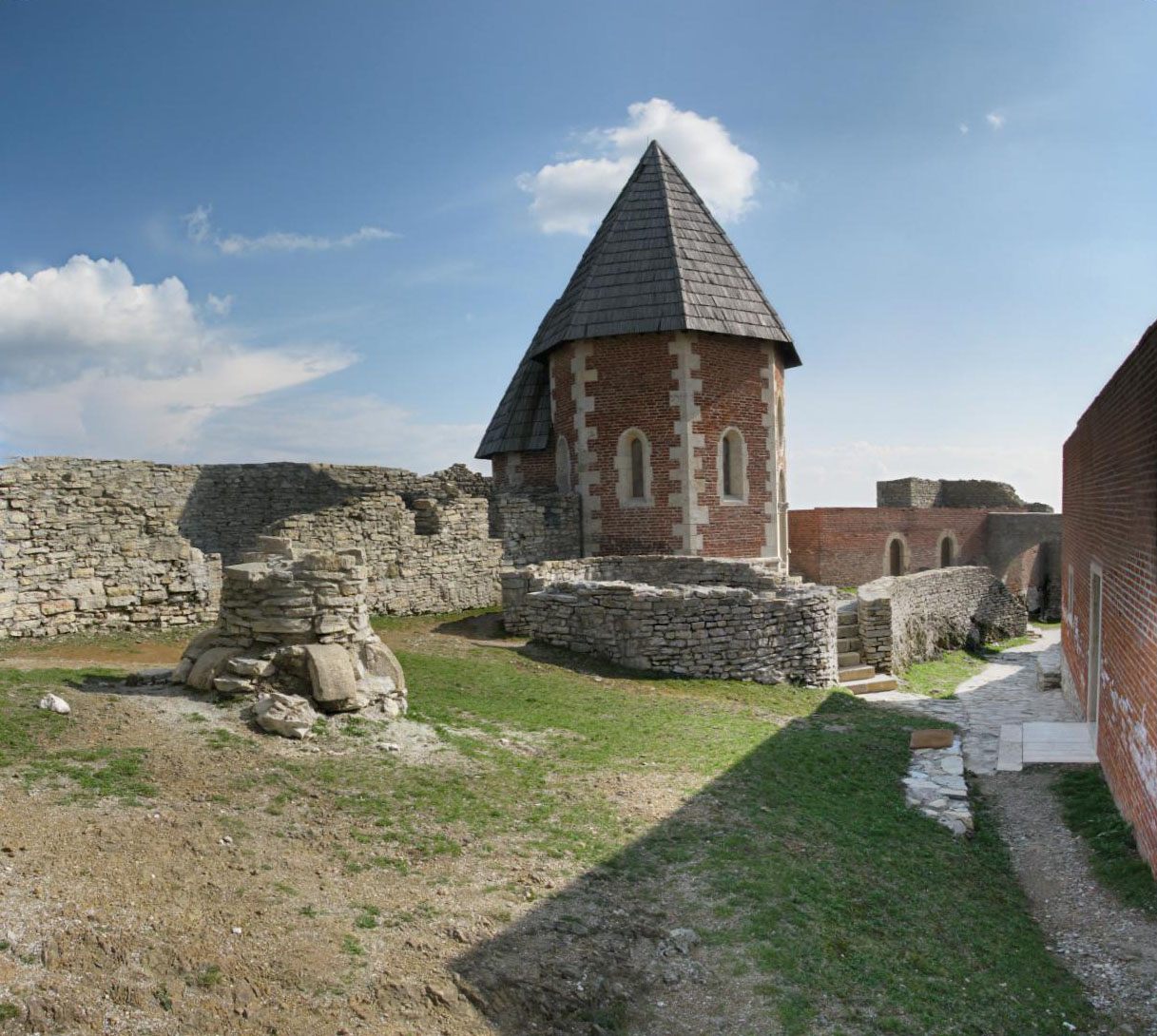
Капела в Медведграді
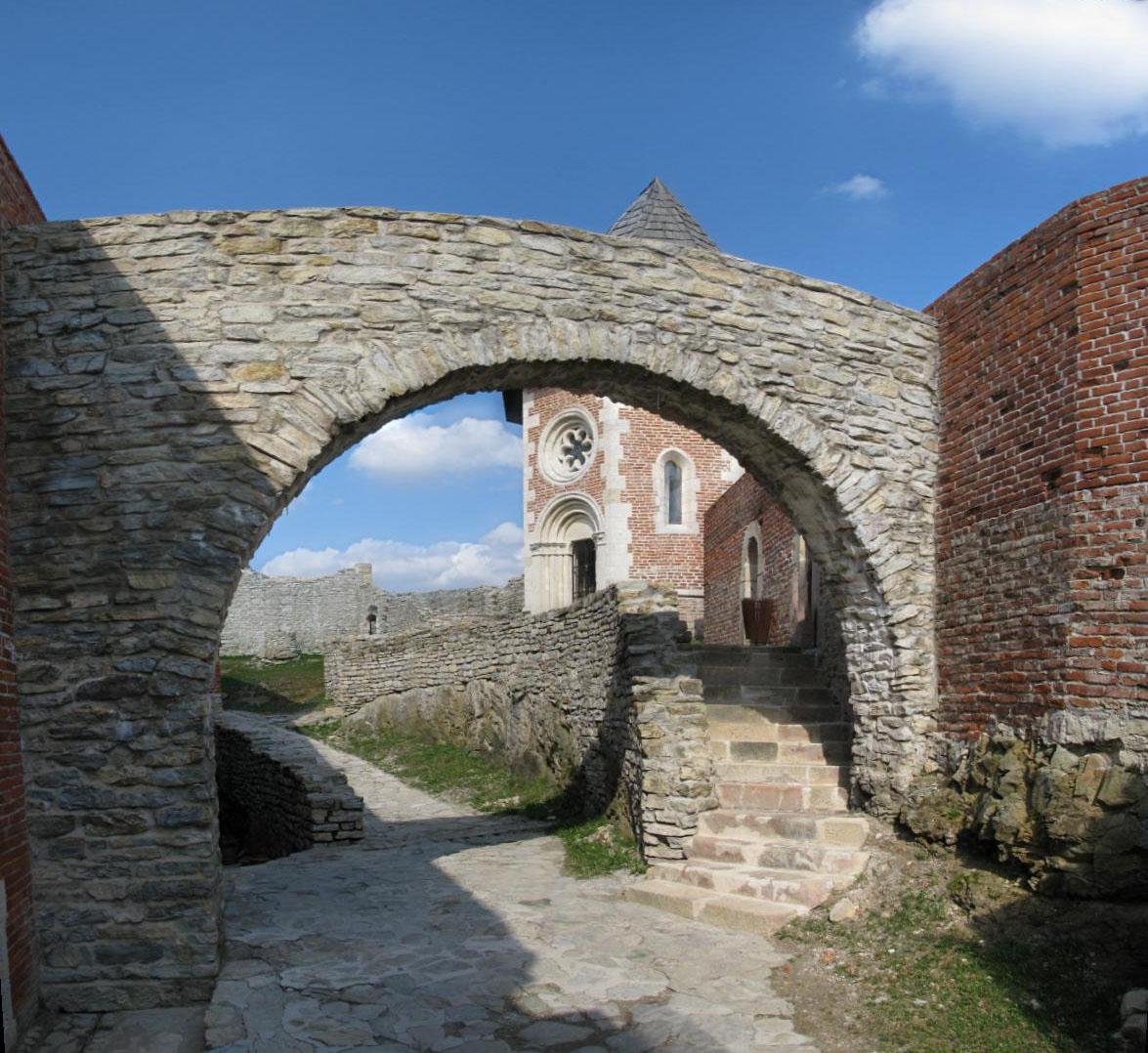
Медведград